# الدوري البحريني الممتاز 1967–68
الدوري البحريني الممتاز 1967-1968 هي النسخة الثانية عشر من الدوري البحريني الممتاز.

## نظرة عامة
توج النصر باللقب.